# Grenacheria cinerascens
Grenacheria cinerascens är en viveväxtart som beskrevs av Carl Christian Mez. Grenacheria cinerascens ingår i släktet Grenacheria och familjen viveväxter. Inga underarter finns listade i Catalogue of Life.